# Syntormon tricoloripes
Syntormon tricoloripes är en tvåvingeart som beskrevs av Charles Howard Curran 1923. Syntormon tricoloripes ingår i släktet Syntormon och familjen styltflugor. Inga underarter finns listade i Catalogue of Life.